# Karlstads synagoga
Synagogan i Karlstad (hebreiska: בית הכנסת קרלסטד) var en synagoga på Norra Klaragatan 3 i Karlstad som invigdes i augusti 1899 och revs 1961.
Vid invigningen närvarade bland andra stiftets biskop, domprosten och representanter ur stadsfullmäktige, samt rabbin Gottlieb Klein som förrättade invigningsceremonin. Den judiska församlingen blev av juridiska skäl inte en officiellt erkänd församling förrän 1919.